# Kanadaråg
Kanadaråg (Leymus innovatus) är en gräsart som först beskrevs av William James Beal, och fick sitt nu gällande namn av Pilg.. Enligt Catalogue of Life ingår Kanadaråg i släktet strandrågssläktet och familjen gräs, men enligt Dyntaxa är tillhörigheten istället släktet strandrågssläktet och familjen gräs. Arten är reproducerande i Sverige. Inga underarter finns listade i Catalogue of Life.